# ييرتسيفو
ييرتسيفو (بالروسية: Ерцево) هي مدينة في مقاطعة أوبلاست أرخانغلسك في روسيا. يبلغ عدد سكانها حوالي 3522 نسمة.